# Pablo Felipe Teixeira
Pablo Felipe Teixeira (* 23. Juni 1993 in Cambé) ist ein brasilianischer Fußballspieler. Der Rechtsfuß wird vorwiegend im Angriff eingesetzt.

## Karriere
Pablo startete seine Laufbahn in der Jugendmannschaft des Atletico Paranaense. Hier schaffte er 2011 auch den Sprung in den Profikader. Am 1. September 2011 stand er in der Série A in der Startelf gegen Atlético Mineiro, spielte er von Beginn an bis zur 89. Minute. In der Folgesaison 2012 kam er noch zu gelegentlichen Einsätzen, konnte sich aber nicht in der Stammelf etablieren, so dass er 2013 zum Figueirense FC wechselte. Von hier wurde an den Real Madrid Castilla, der zweiten Mannschaft von Real Madrid, ausgeliehen sowie nach Japan zu Cerezo Osaka.
In keinen Klub blieb er aber länger als eine Saison. Nach seiner Rückkehr aus Japan endete sein Kontrakt mit Figueirense und er kehrte Anfang 2016 zu seinem Heimatklub Atletico Paranaense zurück. Hier blieb Pablo bis Saisonende 2018, dann wechselte er zum FC São Paulo.
São Paulo zahlte für 70 % der Transferrechte des Athleten sechs Millionen Euro (27,5 Millionen Real). Die Summe kann sich um eine weitere Million Euro erhöhen, abhängig vom Erfolg des Klubs. Der Vertrag erhielt eine Laufzeit bis Dezember 2022. Im Februar 2022 wurde bekannt, dass Pablo zum dritten Mal bei Atletico Paranaense unterzeichnete.
Im Februar 2025 wechselte Pablo zu Sport Recife. Der Kontrakt erhielt eine Laufzeit bis Dezember 2026.

## Erfolge
Athletico Paranaense
- Staatsmeisterschaft von Paraná: 2016, 2018, 2023, 2024
- Copa Sudamericana: 2018
- Copa Libertadores Zweiter: 2022

São Paulo
- Staatsmeisterschaft von São Paulo: 2021

Auszeichnungen
- Torschützenkönig Copa Sudamericana: 2018